# CEC (шина обмена данными)
Consumer Electronics Control (CEC) — двунаправленная последовательная шина для централизованного управления аудио-видео бытовой аппаратурой, соединенной кабелями HDMI. Поддержка CEC опциональна для устройств HDMI но обязательна для кабелей. Спецификации шины публикуются HDMI Licensing LLC.
Шина основана на другой аналогичной шине AV.link из интерфейса SCART.

## Физический уровень
Однопроводная шина, драйвера открытый коллектор с подтяжкой к 3,3 В. Передача побитовая, один бит передается нулевым импульсом, ширина импульса определяет передачу логических 0, 1 или синхросигналов. Скорость передачи до 400 бит/сек.

## Применение
Технология CEC преподносится различными производителями для конечного пользователя под разными торговыми названиями:
- Anynet+[1] (Samsung)
- Aquos Link (Sharp)
- BRAVIA Sync (Sony)
- HDMI-CEC (Hitachi)
- Kuro Link (Pioneer)
- CE-Link и Regza Link (Toshiba)
- RIHD (Remote Interactive over HDMI) (Onkyo)
- SimpLink (LG)
- HDAVI Control, EZ-Sync, и VIERA Link (Panasonic)
- EasyLink (Philips)
- NetCommand for HDMI (Mitsubishi)